# هرمان ارلهوف
هرمان ارلهوف (انگلیسی: Hermann Erlhoff; ۲۲ دسامبر ۱۹۴۴ – ۱۷ فوریهٔ ۲۰۲۲) بازیکن فوتبال اهل آلمان بود.
از باشگاه‌هایی که در آن بازی کرده‌است می‌توان به باشگاه فوتبال روت‌وایس اسن اشاره کرد.